# 白河县
白河县是中国陕西省安康市下辖的一个县，位于陕西东南部。区域总面积为1450平方公里。常住人口16.28万人，民族以汉族为主。襄渝铁路经此。
陕西省的地理海拔最低点在白河县与湖北省交界的汉江右岸，为168.6米。

## 历史
白河县秦为钖县，属汉中郡；北周时改称丰利县，属西域郡；宋废除；明成化八年（1472年）于旬阳东置白河堡；成化十二年（1476年）改设白河县，以境内白石河得名。

## 人口
2020年末，安康市第七次全国人口普查主要数据公报显示：白河县常住人口为162774人，男性人口占比51.42%，女性人口占比48.58%，年龄结构中0-14岁占比21.37%，15-59岁占比57.12%，60岁以上占比21.51%，65岁以上占比15.49%。

## 地理
白河县在大巴山东段，东与湖北省郧县接壤，南与湖北省竹山县接壤，西与陕西省旬阳县接壤，于湖北省郧西县一江之隔，称为“秦头楚尾”。全县地势南高北低，全县山脉与沟相间，无一处百亩平地。汉江从县境北部自西向东横过，县内冷水河与白石河从县境西南向东北大致平行流入汉江。
白河县地处北亚热带向暖温带过渡气候带，属大陆性季风湿润气候区。平均气温为12.2℃-16.5℃，平均日照数1753.8小时，平均降水量787.4mm，无霜期为234-261天。

## 交通
- 十天高速、 316国道过境。

## 行政区划
白河县下辖11个镇：
城关镇、中厂镇、构扒镇、卡子镇、茅坪镇、宋家镇、西营镇、仓上镇、冷水镇、双丰镇和麻虎镇。